# ATP de Salisbury
O ATP de Salisbury foi um torneio de tênis masculino que aconteceu entre 1971 e 1975, em Salisbury, nos Estados Unidos. Nos três primeiros anos, foi disputado em quadras duras cobertas. Nos dois anos seguintes, em carpete coberto.

## Finais

### Simples
| Ano  | Campeão        | Vice-campeão  | Resultado                 |
| ---- | -------------- | ------------- | ------------------------- |
| 1975 | Harold Solomon | Jiří Hřebec   | 2–6, 6–1, 6–4             |
| 1974 | Jimmy Connors  | Frew McMillan | 6–4, 7–5, 6–3             |
| 1973 | Jimmy Connors  | Karl Meiler   | 6–2, 4–6, 7–60, 26–7, 6–3 |
| 1972 | Stan Smith     | Ilie Năstase  | 5–7, 6–2, 6–3, 6–4        |
| 1971 | Clark Graebner | Cliff Richey  | 2–6, 7–6, 1–6, 7–6, 6–0   |

### Duplas
| Ano  | Campeões                      | Vice-campeões                  | Resultado     |
| ---- | ----------------------------- | ------------------------------ | ------------- |
| 1975 | Dick Stockton Erik Van Dillen | Mark Cox Cliff Drysdale        | 1–6, 7–5, 6–4 |
| 1974 | Jimmy Connors Frew McMillan   | Byron Bertram Andrew Pattison  | 7–5, 6–2      |
| 1973 | Clark Graebner Ilie Năstase   | Jürgen Fassbender Juan Gisbert | 6–2, 6–4      |
| 1972 | Andrés Gimeno Manuel Orantes  | Juan Gisbert Vladimír Zedník   | 4–6, 6–3, 6–4 |
| 1971 | Juan Gisbert Manuel Orantes   | Clark Graebner Thomaz Koch     | 7–6, 6–2      |